# Geneva Open 2016 - Qualificazioni singolare
Le qualificazioni del singolare del Geneva Open 2016 sono state un torneo di tennis preliminare per accedere alla fase finale della manifestazione. I vincitori dell'ultimo turno sono entrati di diritto nel tabellone principale. In caso di ritiro di uno o più giocatori aventi diritto a questi sono subentrati i lucky loser, ossia i giocatori che hanno perso nell'ultimo turno ma che avevano una classifica più alta rispetto agli altri partecipanti che avevano comunque perso nel turno finale.

## Teste di serie
1. Evgenij Donskoj (qualificato)
2. Marco Chiudinelli (primo turno)
3. Florian Mayer (ultimo turno, Lucky loser)
4. Michael Linzer (primo turno)

1. Lorenzo Giustino (primo turno)
2. Ivan Nedelko (primo turno)
3. Michal Konečný (primo turno)
4. Nicolás Barrientos (primo turno)

## Qualificati
1. Evgenij Donskoj
2. Andreas Beck

1. Cristian Garín
2. Roberto Ortega Olmedo

### Lucky loser
1. Florian Mayer

## Tabellone qualificazioni

### Legenda
| - Q = Qualificato - WC = Wild card - LL = Lucky loser | - ALT = Alternate - SE = Special Exempt - PR = Protected Ranking | - w/o = Walkover - r = Ritirato - d = Squalificato |

### Sezione 1
|  | Primo turno | Primo turno       | Primo turno       | Primo turno | Primo turno |  |  | Ultimo turno | Ultimo turno    | Ultimo turno | Ultimo turno | Ultimo turno |  |
|  |             |                   |                   |             |             |  |  |              |                 |              |              |              |  |
|  | 1           | Evgenij Donskoj   | Evgenij Donskoj   | 7           | 6           |  |  |              |                 |              |              |              |  |
|  | WC          | Manuel Peña López | Manuel Peña López | 63          | 3           |  |  | 1            | Evgenij Donskoj | 6            | 3            | 7            |  |
|  |             | Tomislav Brkić    | 4                 | 6           | 6           |  |  |              | Tomislav Brkić  | 3            | 6            | 63           |  |
|  | 5           | Lorenzo Giustino  | 6                 | 4           | 3           |  |  |              |                 |              |              |              |  |

### Sezione 2
|  | Primo turno | Primo turno       | Primo turno       | Primo turno | Primo turno |  |  | Ultimo turno | Ultimo turno | Ultimo turno | Ultimo turno | Ultimo turno |  |
|  |             |                   |                   |             |             |  |  |              |              |              |              |              |  |
|  | 2           | Marco Chiudinelli | Marco Chiudinelli | 3           | 2           |  |  |              |              |              |              |              |  |
|  |             | Yann Marti        | Yann Marti        | 6           | 6           |  |  |              | Yann Marti   | Yann Marti   | 1            | 2            |  |
|  |             | Andreas Beck      | Andreas Beck      | 6           | 6           |  |  |              | Andreas Beck | Andreas Beck | 6            | 6            |  |
|  | 6           | Ivan Nedelko      | Ivan Nedelko      | 4           | 4           |  |  |              |              |              |              |              |  |

### Sezione 3
|  | Primo turno | Primo turno    | Primo turno    | Primo turno | Primo turno |  |  | Ultimo turno | Ultimo turno   | Ultimo turno | Ultimo turno | Ultimo turno |  |
|  |             |                |                |             |             |  |  |              |                |              |              |              |  |
|  | 3           | Florian Mayer  | Florian Mayer  | 6           | 6           |  |  |              |                |              |              |              |  |
|  |             | Emilio Gómez   | Emilio Gómez   | 3           | 4           |  |  | 3            | Florian Mayer  | 6            | 4            | 3            |  |
|  |             | Cristian Garín | Cristian Garín | 6           | 6           |  |  |              | Cristian Garín | 3            | 6            | 6            |  |
|  | 7           | Michal Konečný | Michal Konečný | 2           | 1           |  |  |              |                |              |              |              |  |

### Sezione 4
|  | Primo turno | Primo turno           | Primo turno | Primo turno | Primo turno |  |  | Ultimo turno | Ultimo turno          | Ultimo turno          | Ultimo turno | Ultimo turno |  |
|  |             |                       |             |             |             |  |  |              |                       |                       |              |              |  |
|  | 4           | Michael Linzer        | 6           | 2           | 4           |  |  |              |                       |                       |              |              |  |
|  |             | Roberto Ortega Olmedo | 3           | 6           | 6           |  |  |              | Roberto Ortega Olmedo | Roberto Ortega Olmedo | 6            | 7            |  |
|  | WC          | Johan Nikles          | 2           | 6           | 6           |  |  | WC           | Johan Nikles          | Johan Nikles          | 2            | 6            |  |
|  | 8           | Nicolás Barrientos    | 6           | 2           | 3           |  |  |              |                       |                       |              |              |  |